# Río Bolshói Uzen
El río Bolshói Uzen (en ruso: Большой Узень es un río del óblast de Sarátov, en Rusia, y de la provincia de Kazajistán Occidental, en Kazajistán.
Tiene una longitud de 650 km y una cuenca de 15.600 km². Nace en el borde occidental del Obshchi Syrt y fluye generalmente en dirección al sur sobre las estepas de la depresión cáspica. Termina en Kazajistán occidental en una red de pequeños lagos y pantanos llamados Kamysh-Samarkiye. El Bolshói Uzen discurre paralelamente al Mali Uzen, 50 km al oeste.
El origen de la mayoría del agua que lleva el río es de la fusión de la nieve. La época de crecidas es en abril, secándose parcialmente en verano. Su caudal medio oscila entre los 7.3 m³/s y los 393 m³/s, a la altura de Novouzensk, la única ciudad importante en su curso. Permanece bajo los hielos generalmente entre diciembre y finales de marzo/principios de abril.
El agua del río es usada para suministro de agua potable e irrigación.